# タ・ケウ

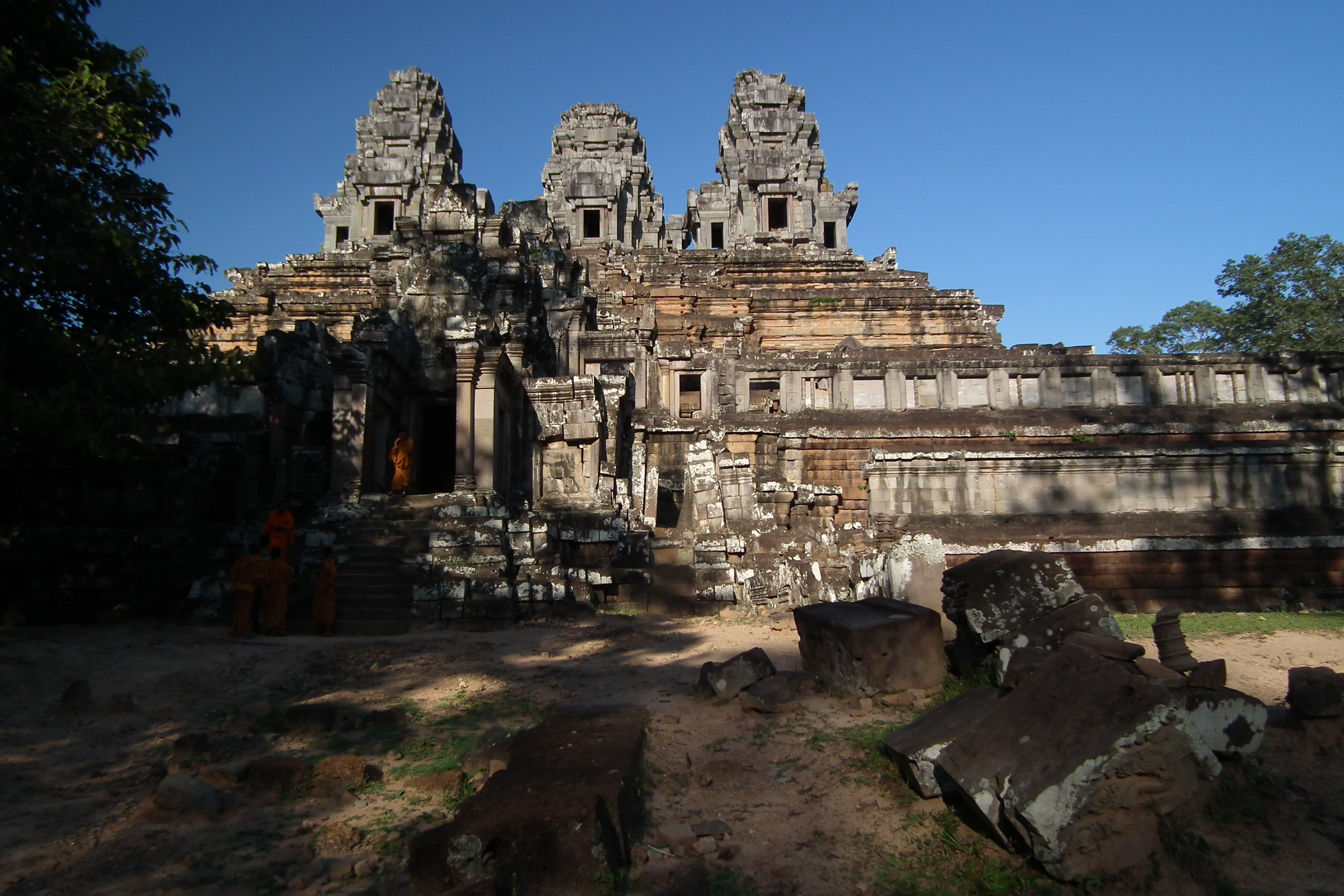
タ・ケウ外観（南門を見る）

タ・ケウ（Ta Keo）は、アンコール遺跡の1つ。「クリスタルの古老」の意味を持つ。10世紀末にジャヤヴァルマン5世により建設が開始されたが、王の死去により未完成のまま放置されたピラミッド型ヒンドゥー寺院。

## 呼称
タ・ケウのタは、おじいさんの意味で、直訳すると「ケウじいさん」の意。タ・プロームやタ・ソムも同様である。地元ではプラサット・ケウと呼ばれる。ジャヤ・ヴァルマン5世の死と、その後の内乱により建設が中止されたとされるが、建設中に中央祠堂に落雷があり、神の怒りだと信じ建設を中断したとの説もある。

## 構造

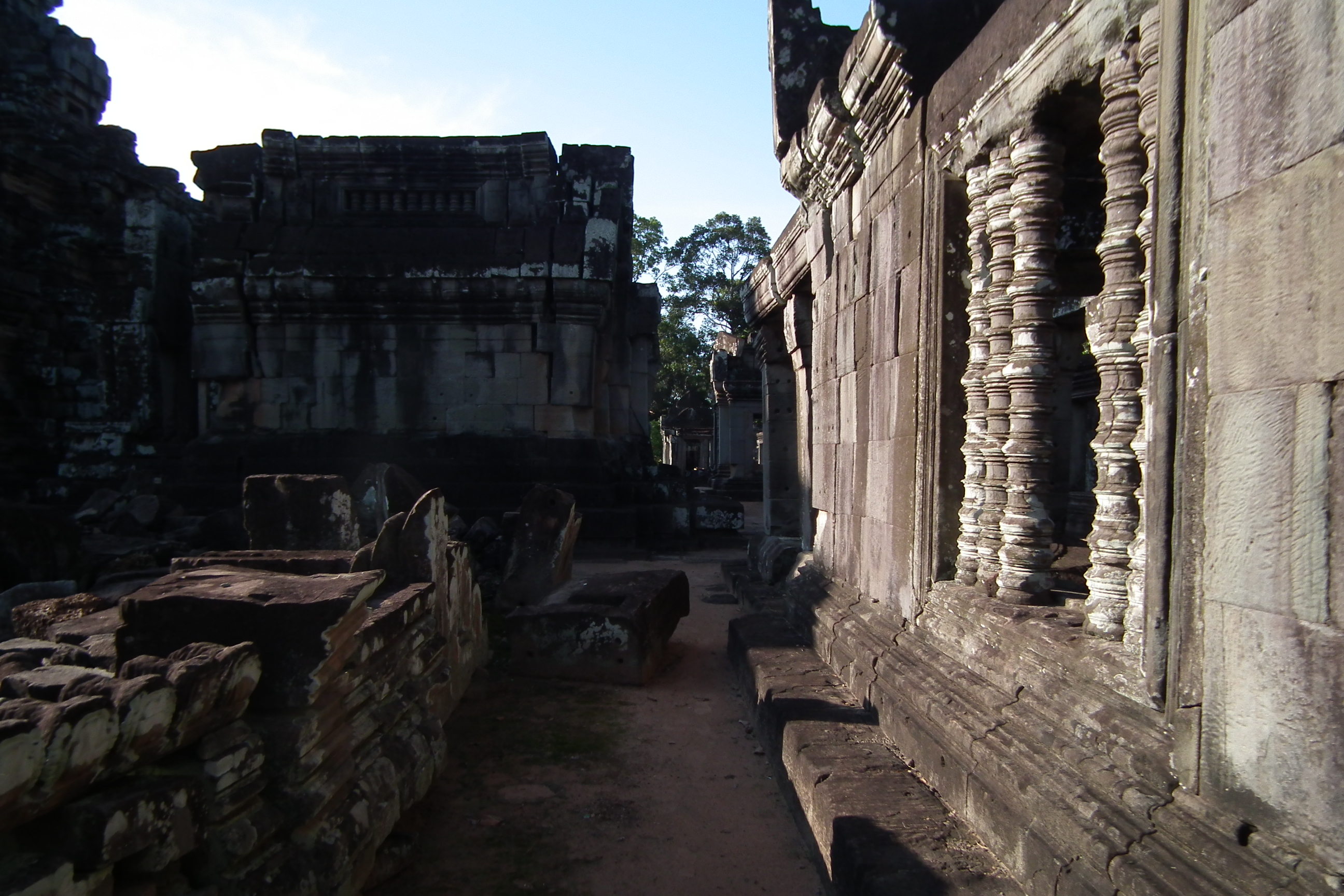
回廊の外観部に偽窓を造営し、内部に採光や通気のための真の窓を設けている。

東西120m、南北100m、5層基壇の美しいピラミッド型をしている。四方に副祀堂を持つ5塔主堂型平面構造寺院。東西南北の四方向に塔門を持つ。現在は水のない環濠の内側にある二重の周壁に囲まれ建つ。建築が途中で中止されたために、当時の石材の積み上げ方を初めとする建築方法や手順などを解明するために役立った。

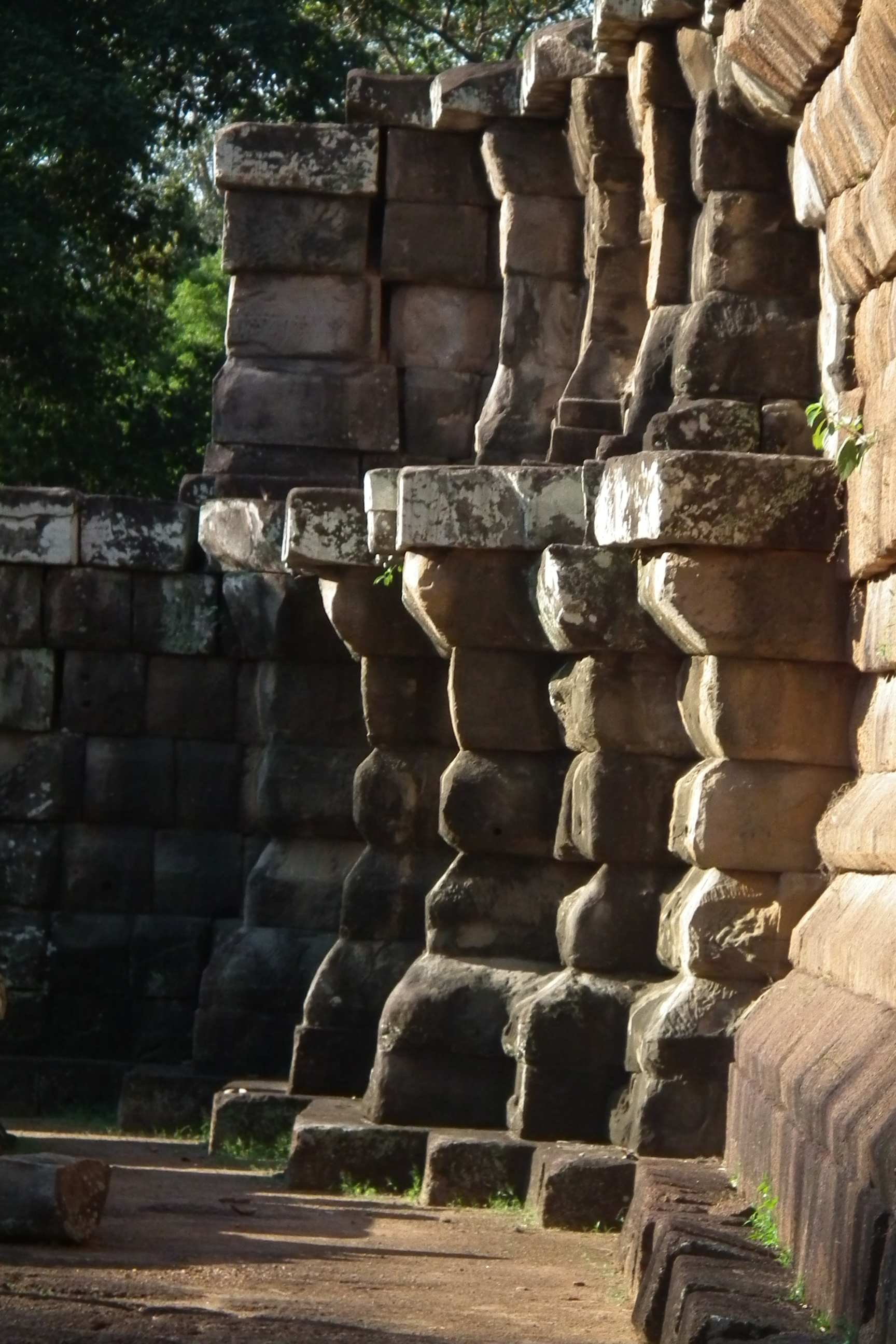
砂岩を積み上げた構造体。彫刻が施されていないため荒々しい概観が独自の雰囲気を醸している。

建材は主に砂岩が用いられ基部にはラテライトが使用されている。高さは50mにもなるために、威圧感がある。中央塔にはシヴァ神が祀られる。クメール建築としては初めて回廊を設置した寺院でもあり、新しい造形への挑戦がなされている。完成されていれば、ピラミッド型寺院の中でも造形上、最上のもののひとつに数えられた可能性が高い。建設が中断されたために他のアンコール遺跡に多くみられる彫刻が施されていない。このためにかえって建築工程を知る貴重な情報を与える結果となっている。見学時には通常にぎやかな南門へ案内されることが多いが、真の正門は東側になる。現在は寂れた印象の東側だが、境界石と参道跡が残されており、この参道は500mはなれた東バライ西岸へと通じている。
他の遺跡とは雰囲気を異にするのは、建設中断のための石が積まれたままの彫刻のない荒々しい外観とともに、もう一点、伽藍を取り巻く回廊の外観部に偽窓を造営し、内部に採光や通気のための真の窓を設けたが、この窓の構成が遺跡全体に閉鎖的、あるいは堅苦しい印象を与えているとの指摘もある。

## 交通アクセス
アンコール・トムの東端の勝利の門から約1kmに位置する。シェムリアップの中心部から直線距離で約9km。三輪タクシーで約20分。

## ギャラリー
- タ・ケウ階段
- 南門より寺院内へ入る僧侶たち
- 長方形の石を使用した門
- 頂部付近
- 崩壊の激しい内部
- 彫刻の細部

## 参考サイト
- Ta Keo タ・ケウ/アンコール遺跡フォトギャラリー
- アンコール・ワット フラリー
- 上智大学アンコール遺跡国際調査団

座標: 北緯13度26分40.92秒 東経103度52分55.2秒 / 北緯13.4447000度 東経103.882000度